# Барська ЗОШ №1
Барська загальноосвітня школа І—III ступенів № 1 — школа у місті Бар по вулиці Гагаріна 15.

## Історія
Попередниками Барської ЗОШ були:
- 1616—1773 рр. — Барський єзуїтський колегіум.
- 1781—1830 рр. — Василевська (уніатська) школа.
- 1846—1860 рр. — Духовне училище.

Барська ЗОШ № 1 є правонаступницею однокласного міністерського училища, відкритого в 1868 році, і перетвореного в двокласне міське училище у 1888 році.
У 1902 році приміщення приміщення було перебудоване, внаслідок чого відкрилися дві школи: жіноча — в правій частині від теперішнього входу, чоловіча — в лівій частині. Навчання тривало 5 років. Три молодших називалися групами, а два старших — класами(тому училище двокласне). Свідоцтво про повний курс училища давало право обіймати посади дрібних чиновників, а щоб стати учителем потрібно було пройти ще восьмимісячні курси.
Навчання було платним від 4 до 8 карбованців на рік, а тому закінчували училище лише діти заможних сімей.
У «Приймальній книзі Барського Народного однокласного училища з 1870 року», знаходимо запис під № 125 про те, що 1 вересня 1875 року, склавши екзамен, до 3-ї групи був прийнятий Михайло Коцюбинський — майбутній видатний український письменник. Його однокласником і товаришем був Марк Морейніс — майбутній дільничний лікар Барського району.
Першим завідувачем школи був Яків Захарович Петровський, другим — Крохмальний, потім аж до революції — Дмитренко. Наглядачкою жіночого училища працювала Марія Миколаївна Свистунова.
Тривалий час учителем чоловічого училища працював Калиновський, який був репресований в 1921 році за участь у місцевій «Просвіті».
У 1916 році школа перейменована на «Барское высшеначальное городское училище». Термін навчання — 8 років, з яких 4 молодших, і 4 старших класів.
З 1921 року школа перейменована у 1-у трудову з семирічним терміном навчання. Навчалося тут 250 учнів, педколектив нараховував 16 учителів.
З 1932 по 1938 роки у цьому приміщені була єврейська семирічна школа, а потім до 1941 року — Барська російська школа № 3.
Під час тимчасової окупації міста, школа проводила заняття до 1 грудня 1941 року, потім групу учнів Тетяна Євгенівна Пржевалінська навчала вдома.
Учитель математики Григорій Михайлович Ярошенко першим серед учителів нашого краю був відзначений найвищою нагородою — орденом Леніна. У воєнний час він працював у московській школі, а потім знову повернувся у Бар.
Напередодні визволення району, у січні 1944 року, у фашистських застінах м. Жмеринки загинули учителі-підпільники: Костянтин Андріяш, Микола Гринник, Марія Загребельна, Тамара Сілецька, Анатолій Фальборк.
Одразу ж після визволення міста, у кінці березня 1944 року, на подвір'ї школи, біля розбитого німецького танку відбулося перше засідання педради під керівництвом директора школи Івана Васильовича Білокінного. Із ним були вчителі: Березовська О. Т., Білокінна А. І., Корченвська А. Н., Левицькі Н. Ф., Пржевалінська Т. Є., Янюк Л. І.
15 квітня 1944 року відремонтовані приміщення прийняли учнів. Учительський колектив поповнився чоловіками, які повернулися після війни. Школу очолив Клим Олександрович Левицький, його заступником став Самуїл Абрамович Дунаєвич. Тодішній педколектив: Герценштейн Д. І., Гонтмахер А. Й., Лапчевський С. І., Будян І. С., Жежеря І. А., Цикал М. І., Панішевський Е. І.
Нове приміщення збудували та обладнали у 1968 році під керівництвом Заслуженого учителя України, передвоєного випускника цієї школи — Леоніда Володимировича Шаповалова.

## Директори
- З березня 1944 р. — Іван Васильович Білокінний.
- З квітня 1944 р. — Клим Олександрович Левицький.
- З 1968 р. — Леонід Володимирович Шаповалов.
- З 1978 р. — Віталій Андрійович Камлук, вчитель-методист, Відмінник освіти України.
- З 1 вересня 2013 р. — Леонід Борисович Нестерук.

## Педагогічний колектив
- Якісний склад педагогічних кадрів — 49 учителів
- Учителів вищої категорії — 38
- Учителів-методистів — 9
- Старших учителів — 16
- Учитель І категорії — 2
- Учитель ІІ категорії — 3
- Спеціалістів — 6

## Випускники школи
Гуршал Петро Миколайович (1960—1981) — воїн-афганець, нагороджений орденом Червоної Зірки (посмертно). На будівлі школи у лютому 2016 року встановлено меморіальну таблицю. 

## Учні
29 січня 2019 р. учні школи взяли участь у «Вікімарафоні—2019».

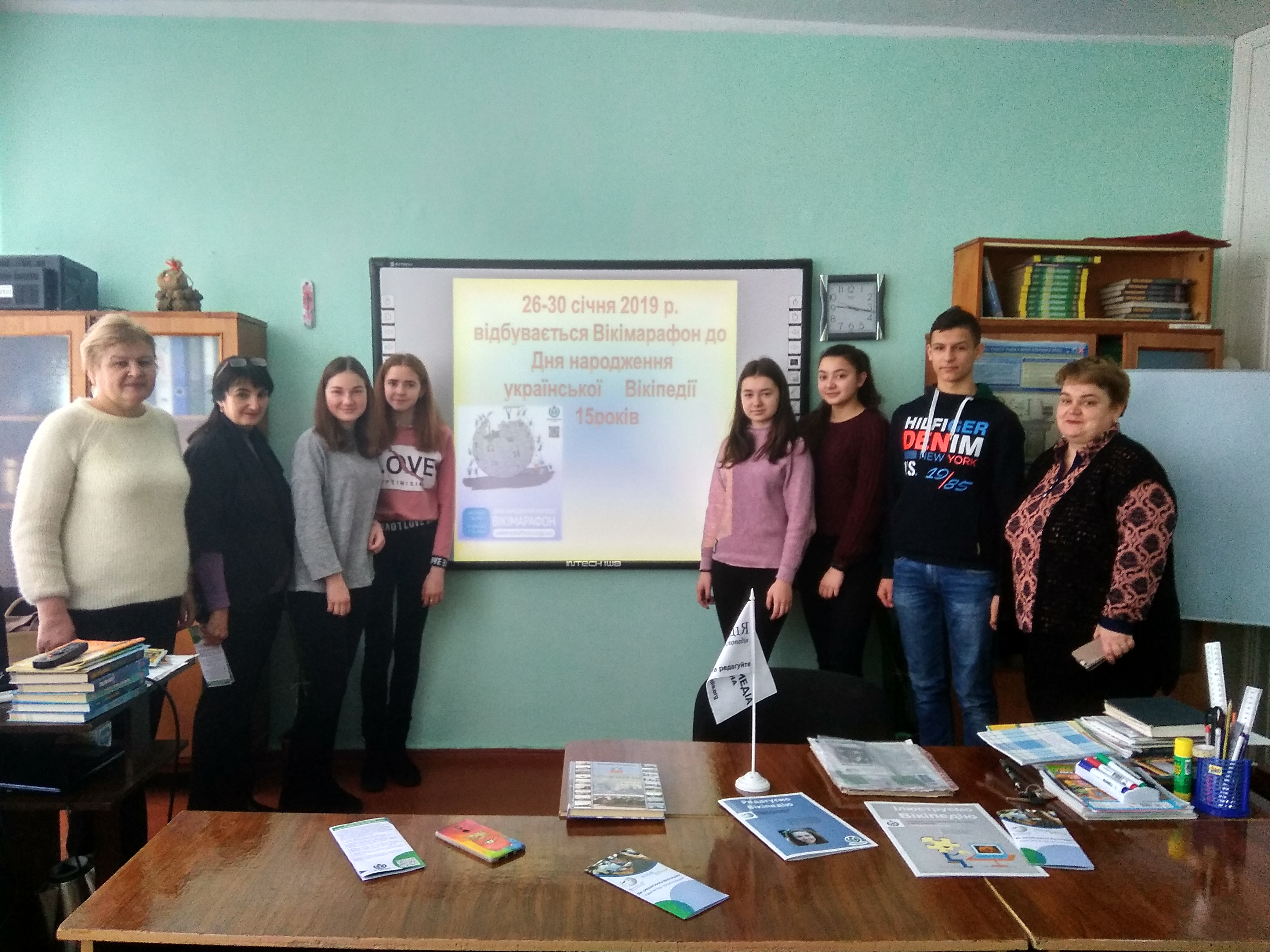
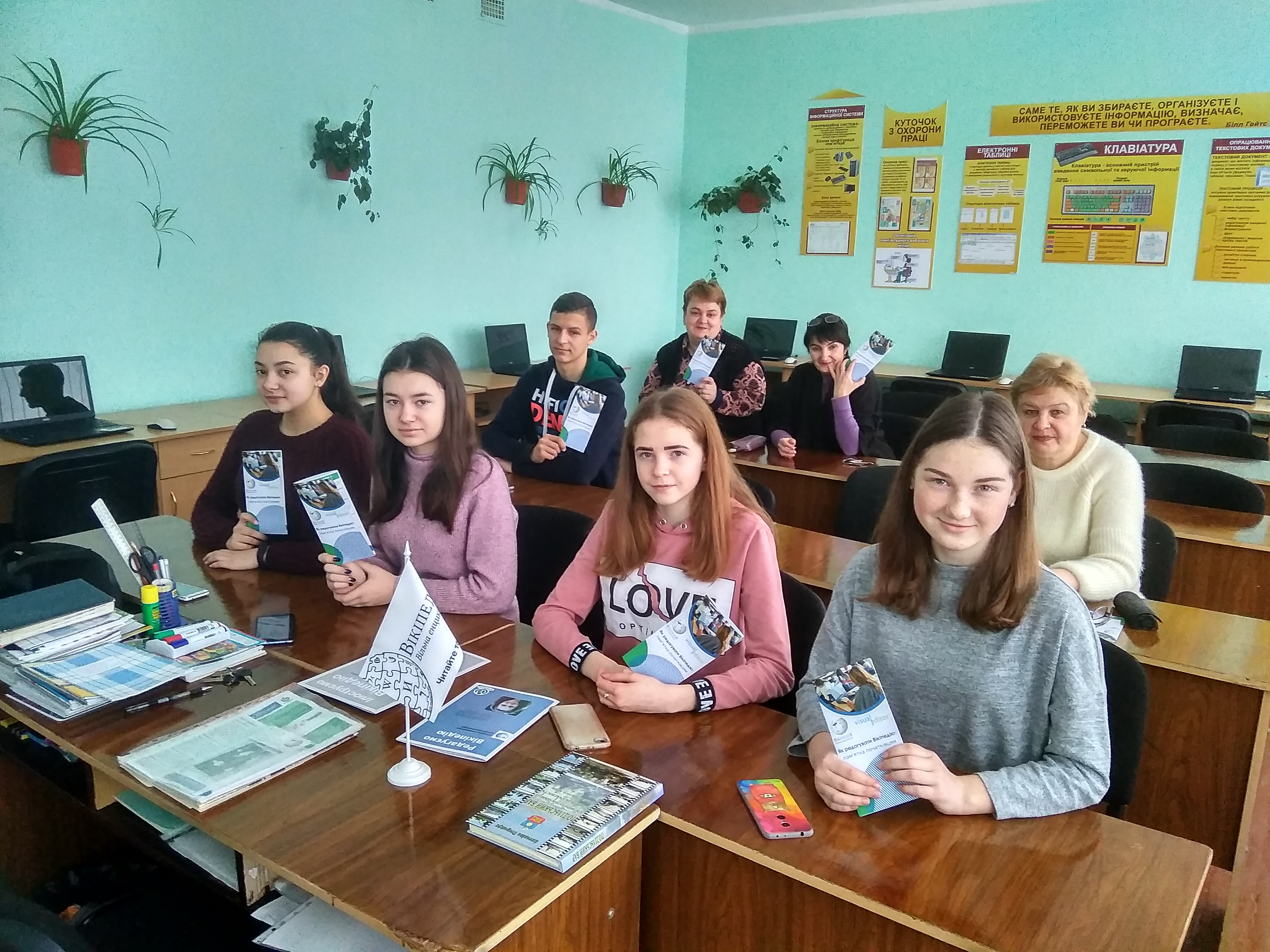